# Acer longipes
Acer longipes — вид клена, який був знайдений лише в Китаї (Чунцин, Гуансі, Хенань, Хунань, Хубей, Цзянсі, Шеньсі). Населяє змішані ліси й долини на висотах від 300 до 1600 метрів.

## Опис
Дерева до 10 метрів заввишки, однодомні. Кора пурпурова або пурпурно-сіра. Гілки стрункі; сочевички округлі або яйцеподібні. Листя опадне: ніжки 5–9 см, тонкі, голі; листова пластинка абаксіально блідо-зелена й сірувато м'яко запушена, особливо на жилках, адаксіально темно-зелена й гола, (6)8–13(14) × 7–15 см, зазвичай 3-лопатева, рідше 5-лопатева або нероздільна; частки трикутно-яйцеподібні, 3–5 × 2–4 см, верхівка загострена або загострена. Суцвіття верхнє на облиствених гілочках, пухко щиткоподібне, голе, багатоквіткове. Чашолистків 5, еліптично-довгастих, ≈ 4 мм, верхівка тупа. Пелюсток 5, видовжено-оберненояйцеподібні, ≈ довжини чашолистків. Тичинок 8, голі. Самара жовтувато-коричнева; горішки стислі, 10–13 × ≈ 7 мм; крило з горішком 2.2–4.5 × ≈ 1 см, крила гостро або прямо розправлені. Квітне у квітні, плодить у вересні.